# Ornbau
Ornbau település Németországban, azon belül Bajorországban. Lakosainak száma 1697 fő (2023. december 31.). Ornbau Muhr am See, Gunzenhausen és Merkendorf községekkel határos.

## Népesség
A kisváros népessége az elmúlt években az alábbi módon változott:
| Lakosok száma | 803  | 1082 | 1349 | 1457 | 1584 | 1609 | 1646 | 1669 | 1639 | 1697 |
|               | 1875 | 1950 | 1975 | 1987 | 2012 | 2014 | 2016 | 2017 | 2021 | 2023 |